# 행신역
행신역(幸信驛, Haengsin station)은 대한민국 경기도 고양시 덕양구 행신동에 있는 경의선의 전철역이다. KTX와 수도권 전철 경의·중앙선이 운행된다.
수도권 전철 경의·중앙선은 역사 정면에 있으며, KTX 승강장은 전철 뒤쪽에 있다. KTX 전용 차량기지인 수도권철도차량정비단과 인접해 있으며, 수도단 조성 후 주민들에 대한 보상 차원에서 수도단 진출입 선로를 통해 일부 KTX가 운행 중이다. KTX 개통 초기에는 간이역 수준의 규모였고 정차 횟수도 적었지만, 고양시 주민은 물론 근처의 파주시 및 김포시 주민들도 이 역을 이용하게 되면서 열차가 점차 증편되어 역사도 증축하게 된다.
2022년 3월 31일부터는 1일 1회 고양(행신) - 강릉 강릉선 KTX-이음도 운행을 개시하여, SRT를 제외한 모든 고속열차가 들어온다.

## 역사
- 1996년 4월 1일 : 경의선 통근열차 개통으로 배치간이역으로 영업 개시[2]
- 1997년 4월 1일 : 을종대매소 위탁발매 지정
- 2004년 4월 1일 : KTX 운행 개시, 보통역 승격
- 2008년 2월 12일 : 현재 역사 영업 개시, 구역사 철거
- 2008년 6월 2일 : 배치간이역으로 격하
- 2009년 6월 30일 : 통근열차 운행 중단
- 2009년 7월 1일 : 수도권 전철 경의선 개통, 서울 기점 14.7 km에서 14.9 km로 변경[3]
- 2017년 12월 19일 : 서해선 대곡-소사선 복선전철 공사 및 일부 선로 사용 중지로 인해 문산방향 승강장이 4번 승강장에서 3번 승강장으로 변경
- 2017년 12월 20일 : 서해선 대곡-소사선 복선전철공사 및 일부 선로 사용 중지로 인해 덕소, 용문, 서울역방향 승강장이 1번 승강장에서 2번 승강장으로 변경
- 2019년 4월 15일 : 2번 승강장이 두단식인 이유로 2번 승강장 사용 중단
- 2019년 12월 23일 : 리모델링 착공
- 2021년 12월 14일 : 리모델링 완료
- 2022년 3월 31일: 강릉선 KTX-이음 1일 1회 운행 개시

## 역 구조
역사 정면에 있는 수도권 전철 경의·중앙선은 2면 4선의 쌍섬식 승강장이며, 스크린도어가 설치되어 있다.

### 배선도
수도권철도차량정비단과 행신역, 강매역, 한국항공대역의 배선도는 다음과 같다. 경의중앙선 전철 승강장 뒤에 있는 KTX용 승강장은 1면 2선 섬식 승강장이며, 한국항공대역에서 경의본선 왼쪽에 있는 수도단 진출입 선로를 통해 운행한다.

### 승강장
| ↑강매(경의·중앙선) ↑서울(KTX)                    |
| \| １２ \| ３４ \| 2 1 \| (수도권철도차량정비단) |
| 능곡(경의·중앙선)↓ 시·종착역(KTX)                |

| 1   | ● 수도권 전철 경의·중앙선 | 용산 · 청량리 · 용문 · 지평 방면                              |
| 2   | ● 수도권 전철 경의·중앙선 | 수색 · 디지털미디어시티 · 신촌 · 서울 방면                    |
| 3~4 | ● 수도권 전철 경의·중앙선 | 능곡 · 대곡 · 일산 · 문산 방면                                |
| 1~2 | KTX                       | 부산 · 마산 · 포항 · 광주송정 · 목포 · 여수엑스포 · 강릉 방면 |

## KTX 운행 노선
경부고속선, 경부선 구포경유, 동해선 포항행, 호남고속선, 호남선 서대전경유, 전라선, 경전선 마산, 강릉선 강릉행 열차가 운행한다.
강릉선 KTX-이음 열차는 2022년 3월 31일에 신설했으며, 아침에만 1회 운행한다. 서대구역에는 1일 1회 운행한다.

## 역 주변
- 행신2동 행정복지센터
- KTX 수도권철도차량정비단
- 무원마을 아파트단지
- 행신중학교
- 고양경찰서 행신지구대
- 고양시 여성회관
- 행신SK뷰1차아파트

## 이용객 변동

### 수도권 전철
2009년 자료는 개통일인 2009년 7월 1일부터 12월 31일까지인 184일 기준으로 환산한 것이다.
| 노선        | 노선 | 일평균 인원수 (명/일) | 일평균 인원수 (명/일) | 일평균 인원수 (명/일) | 일평균 인원수 (명/일) | 일평균 인원수 (명/일) | 일평균 인원수 (명/일) | 일평균 인원수 (명/일) | 일평균 인원수 (명/일) | 일평균 인원수 (명/일) | 일평균 인원수 (명/일) | 각주  |
| 노선        | 노선 | 2009년                | 2010년                | 2011년                | 2012년                | 2013년                | 2014년                | 2015년                | 2016년                | 2017년                | 2018년                | 각주  |
| ----------- | ---- | --------------------- | --------------------- | --------------------- | --------------------- | --------------------- | --------------------- | --------------------- | --------------------- | --------------------- | --------------------- | ----- |
| 경의·중앙선 | 승차 | 2,798                 | 3,640                 | 4,319                 | 4,638                 | 5,938                 | 6,690                 | 6,949                 | 7,492                 | 7,790                 | 7,789                 | [ 4 ] |
| 경의·중앙선 | 하차 | 2,629                 | 3,311                 | 3,938                 | 4,255                 | 5,468                 | 6,214                 | 6,614                 | 7,146                 | 7,474                 | 7,466                 | [ 4 ] |
| 경의·중앙선 |      | 2019년                | 2020년                | 2021년                | 2022년                |                       |                       |                       |                       |                       |                       | [ 4 ] |
| 경의·중앙선 | 승차 | 8,026                 | 6,137                 | 6,367                 | 7,301                 |                       |                       |                       |                       |                       |                       | [ 4 ] |
| 경의·중앙선 | 하차 | 7,801                 | 6,050                 | 6,416                 | 7,309                 |                       |                       |                       |                       |                       |                       | [ 4 ] |

### 일반철도
| 연도와 승하차 | 연도와 승하차 | 이용 인원 | 이용 인원 | 이용 인원 | 이용 인원 | 이용 인원 |
| 연도와 승하차 | 연도와 승하차 | KTX       | 새마을    | 무궁화    | 통근열차  | 총계      |
| ------------- | ------------- | --------- | --------- | --------- | --------- | --------- |
| 2004년        | 승차          | 39,353    | 0         | 0         | 253,694   | 293,257   |
| 2004년        | 하차          | 33,557    | 0         | 0         | 110,055   | 143,612   |
| 2005년        | 승차          | 143,026   | 0         | 0         | 210,982   | 354,008   |
| 2005년        | 하차          | 132,890   | 0         | 0         | 118,137   | 251,027   |
| 2006년        | 승차          | 178,118   | 0         | 0         | 173,885   | 352,003   |
| 2006년        | 하차          | 154,696   | 0         | 0         | 79,647    | 234,343   |
| 2007년        | 승차          | 175,986   | 517       | 0         | 195,831   | 372,334   |
| 2007년        | 하차          | 148,687   | 272       | 0         | 120,686   | 269,645   |
| 2008년        | 승차          | 190,578   | 1,643     | 0         | 214,633   | 406,854   |
| 2008년        | 하차          | 167,118   | 995       | 0         | 159,694   | 327,806   |
| 2009년        | 승차          | 202,430   | 627       | 0         | 110,526   | 313,583   |
| 2009년        | 하차          | 184,578   | 425       | 0         | 84,679    | 269,682   |
| 2010년        | 승차          | 228,612   | 0         | 1,512     | 0         | 230,124   |
| 2010년        | 하차          | 198,581   | 0         | 1,512     | 0         | 200,093   |
| 2011년        | 승차          | 228,496   | 0         | 0         | 0         | 228,496   |
| 2011년        | 하차          | 218,456   | 0         | 0         | 0         | 218,456   |
| 2012년        | 승차          | 269,372   | 0         | 0         | 0         | 269,372   |
| 2012년        | 하차          | 239,338   | 0         | 0         | 0         | 239,338   |
| 2013년        | 승차          | 357,863   | 0         | 0         | 0         | 357,863   |
| 2013년        | 하차          | 318,803   | 0         | 0         | 0         | 318,803   |
| 2014년        | 승차          | 402,747   | 0         | 0         | 0         | 402,747   |
| 2014년        | 하차          | 358,096   | 0         | 0         | 0         | 358,096   |
| 2015년        | 승차          | 473,682   | 0         | 0         | 0         | 473,682   |
| 2015년        | 하차          | 457,921   | 0         | 0         | 0         | 457,921   |
| 2016년        | 승차          | 576,983   | 0         | 0         | 0         | 576,983   |
| 2016년        | 하차          | 563,223   | 0         | 0         | 0         | 563,223   |
| 2017년        | 승차          | 681,524   | 0         | 0         | 0         | 681,524   |
| 2017년        | 하차          | 636,128   | 0         | 0         | 0         | 636,128   |
| 2018년        | 승차          | 770,568   | 0         | 0         | 0         | 770,568   |
| 2018년        | 하차          | 721,378   | 0         | 0         | 0         | 721,378   |
| 2019년        | 승차          | 809,236   | 0         | 0         | 0         | 809,236   |
| 2019년        | 하차          | 756,870   | 0         | 0         | 0         | 756,870   |

## 갤러리

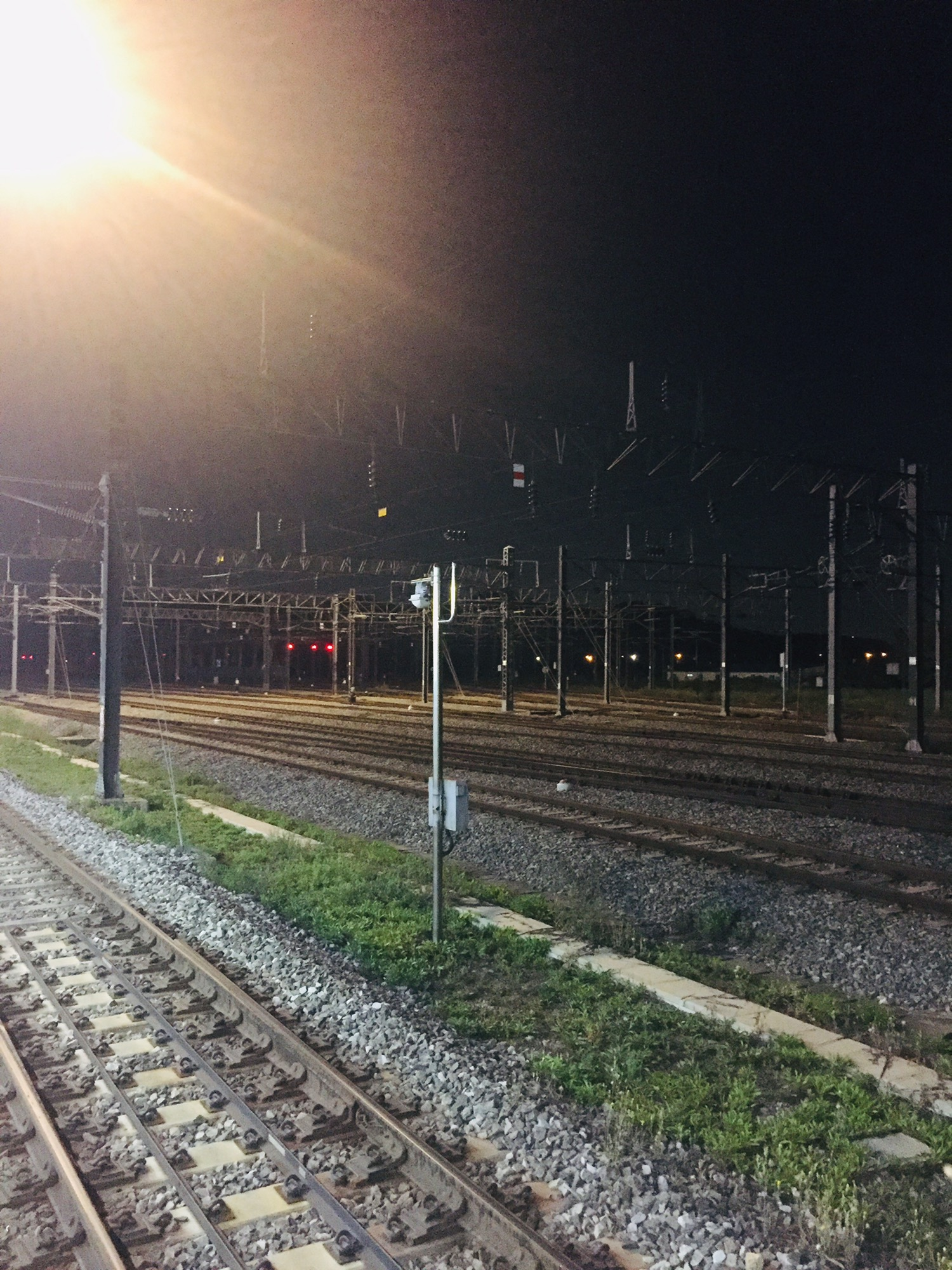
KTX 철도선
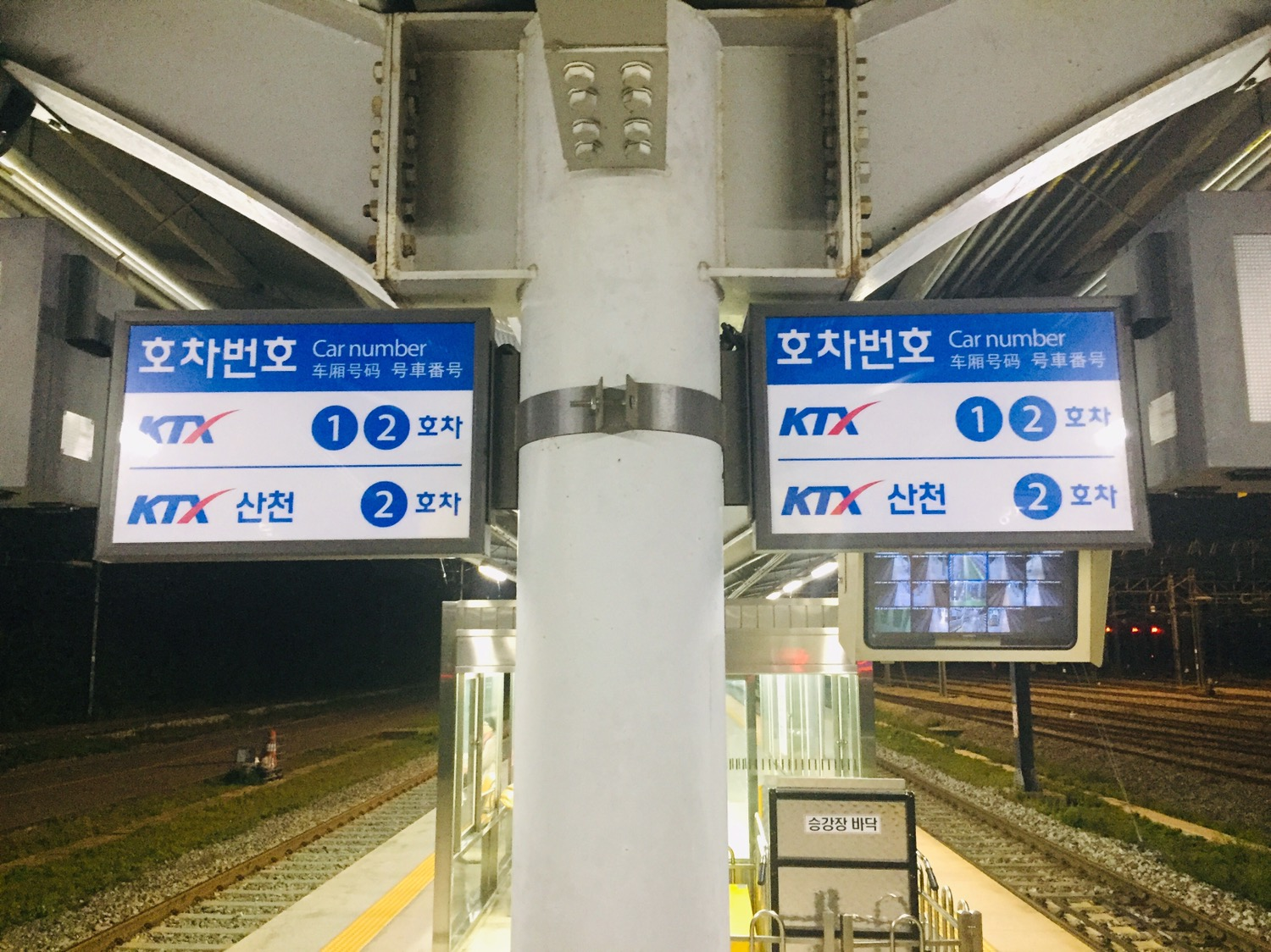
KTX 승강장 호차 번호 안내표지판
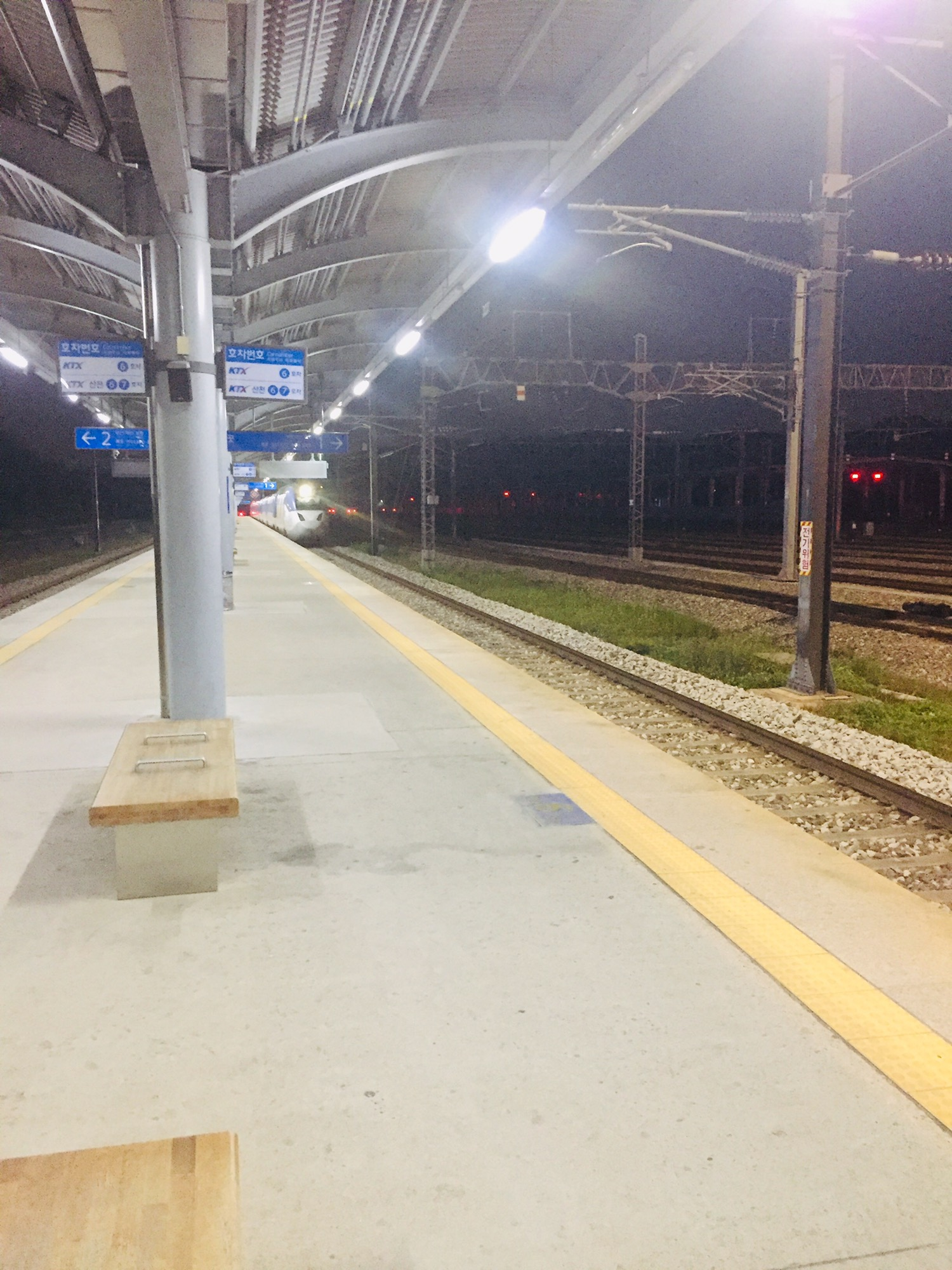
KTX 승강장 1
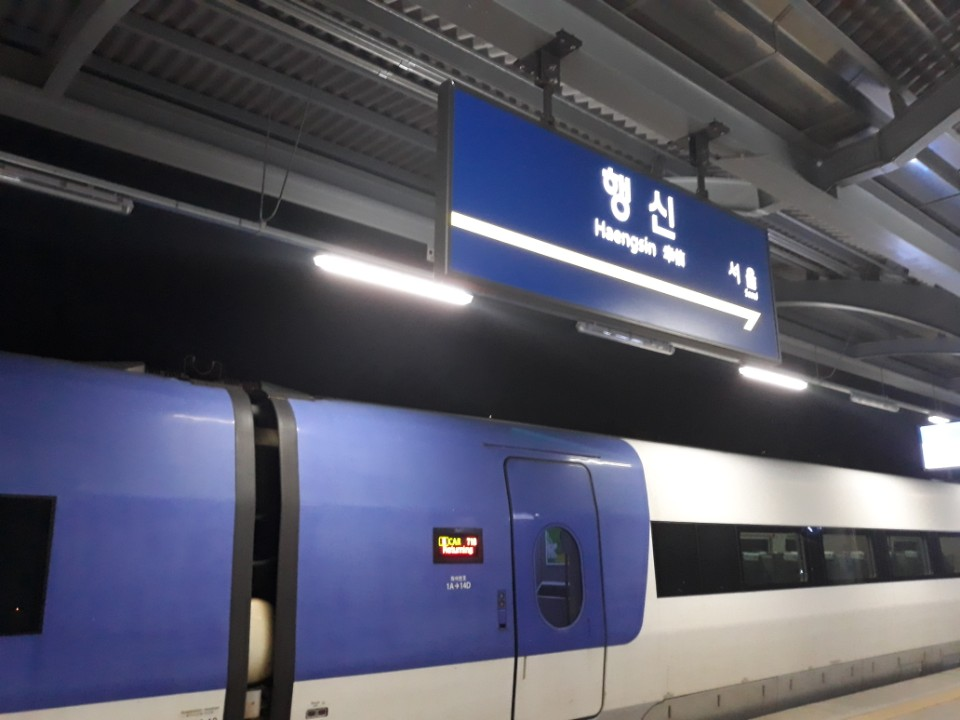
KTX 승강장 2
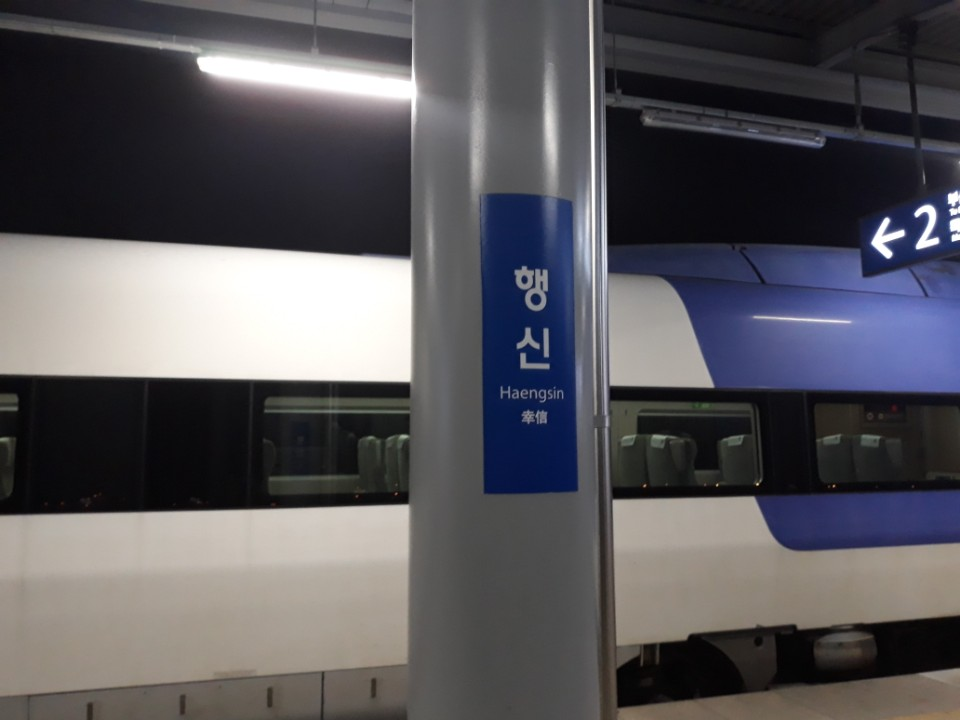
KTX 승강장 3
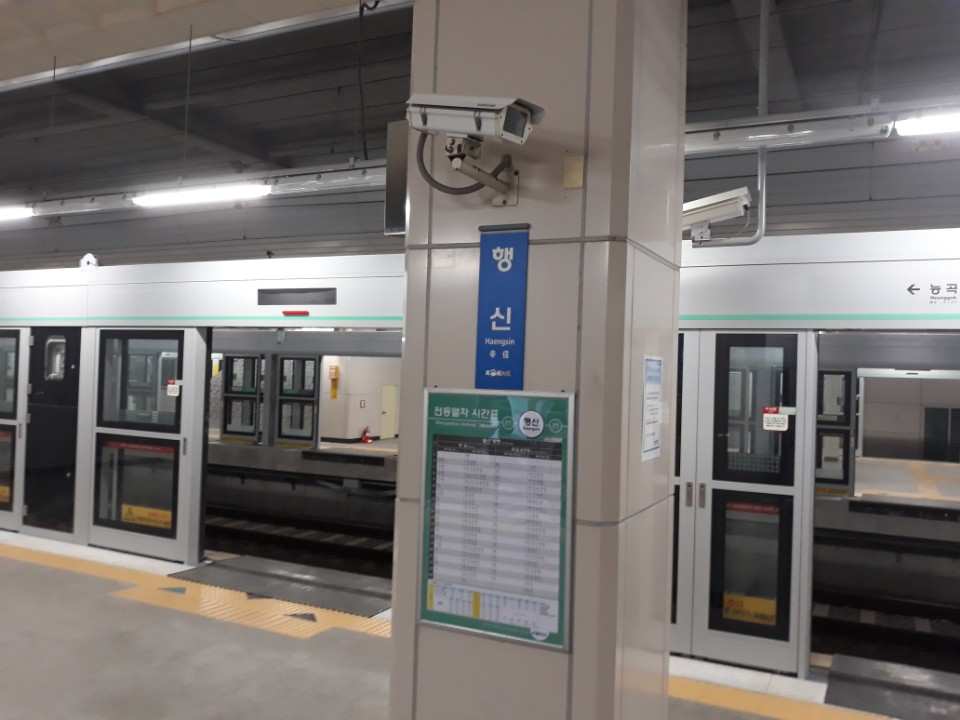
경의중앙선 역사(스크린도어 설치 중)
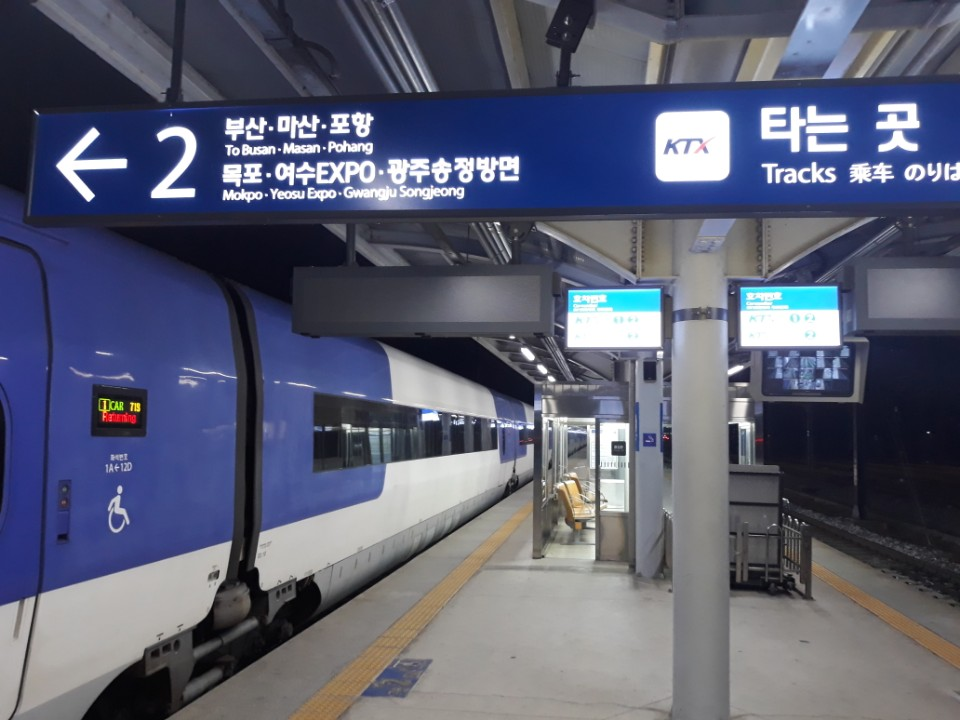
KTX 승강장 4
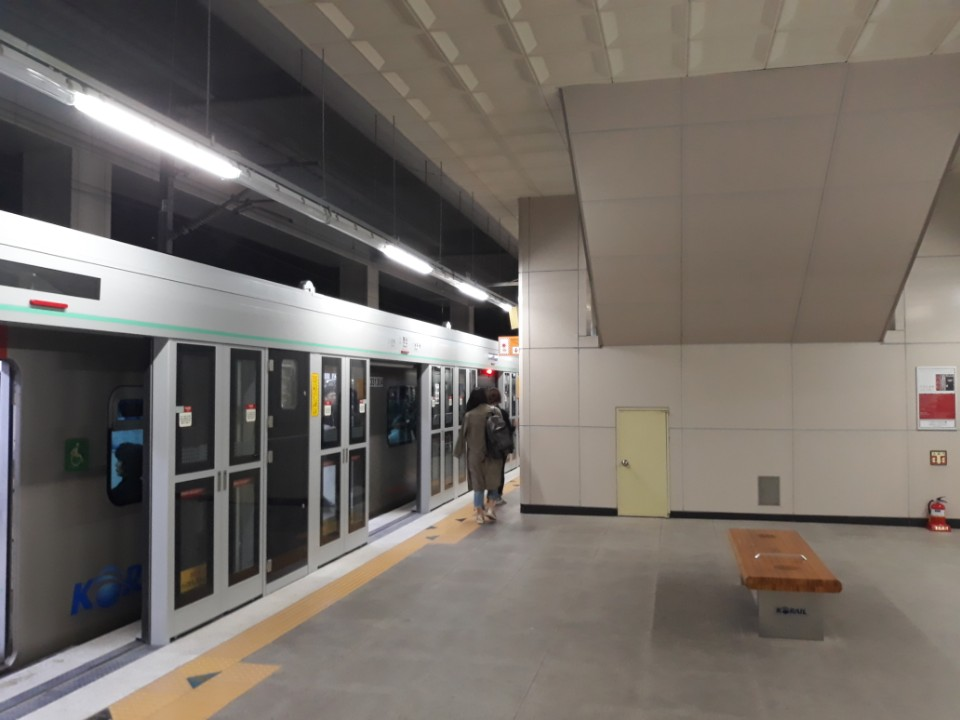
경의중앙선 승강장 (스크린도어 설치 중)
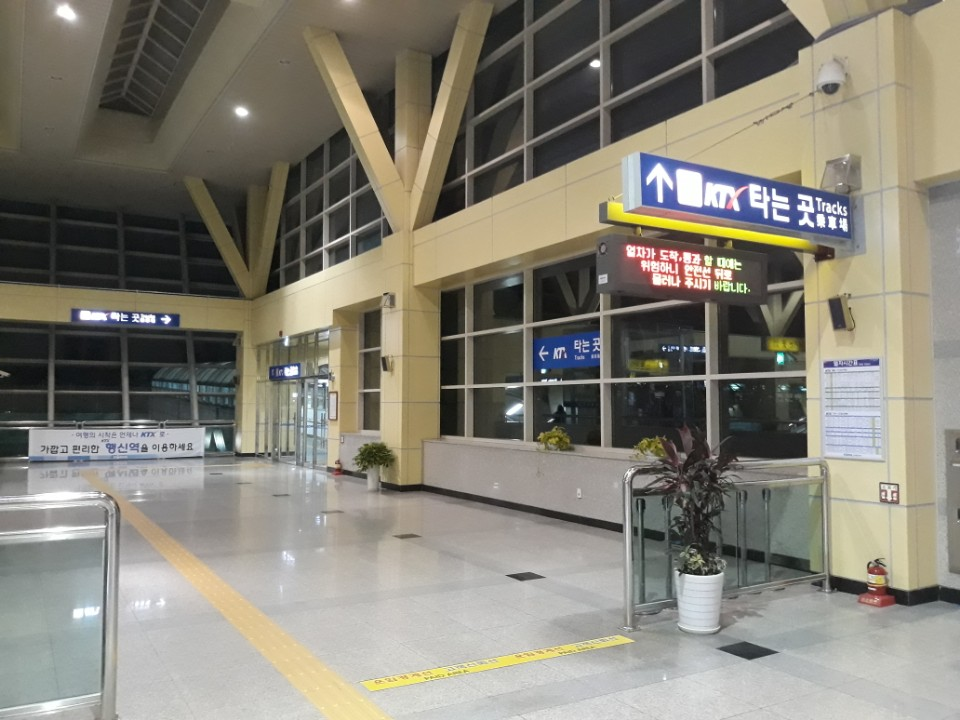
KTX 탑승구 방면
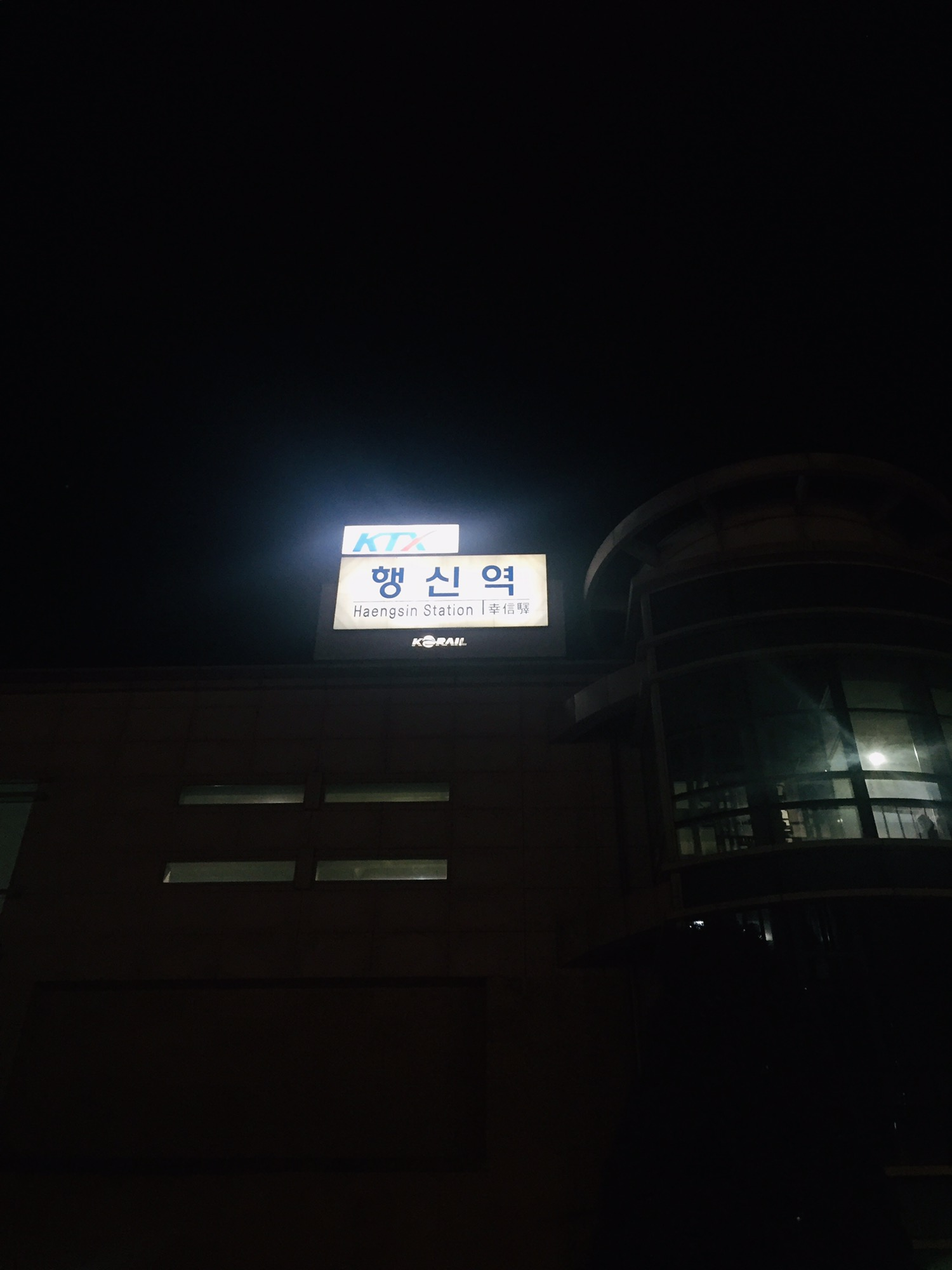
행신역 역사 위 간판
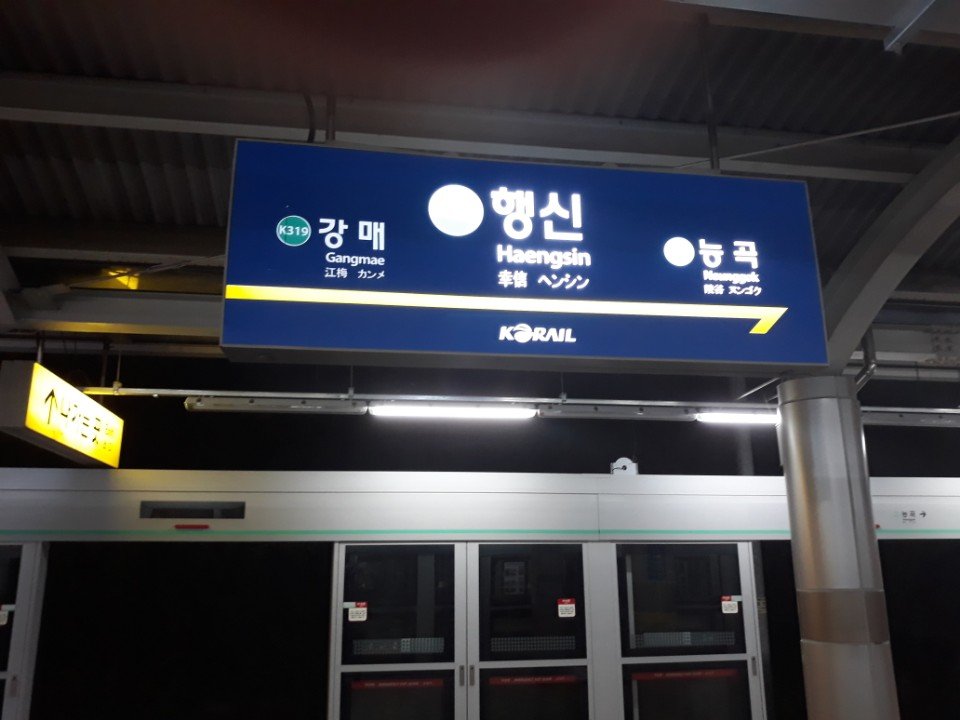
폴사인

## 인접한 역
| KTX                                     | KTX                                                         | KTX                                       |
| --------------------------------------- | ----------------------------------------------------------- | ----------------------------------------- |
| 시·종착역                               | KTX 경부고속선 · 경부선 구포 경유                           | 서울 부산 방면                            |
| 시·종착역                               | KTX 경전선                                                  | 서울 진주 방면                            |
| 시·종착역                               | KTX 동해선                                                  | 서울 포항 방면                            |
| 시·종착역                               | KTX 호남고속선                                              | 서울 목포 방면                            |
| 시·종착역                               | KTX 호남선 서대전 경유                                      | 서울 익산 방면                            |
| 시·종착역                               | KTX 전라선                                                  | 서울 여수엑스포 방면                      |
| 시·종착역                               | KTX 강릉선                                                  | 서울 강릉 방면                            |
| 광역전철 (경의선)                       |                                                             |                                           |
| K321 능곡 문산 방면 문산 방면 문산 방면 | ● 수도권 전철 경의·중앙선 본선 완행 중앙선 급행 지선 완행   | K319 강매 지평 방면 용문 방면 서울 방면   |
| K322 대곡 문산 방면 문산 방면           | ● 수도권 전철 경의·중앙선 경의선 본선 급행 경의선 지선 급행 | K316 디지털미디어시티 용문 방면 서울 방면 |